# Agostinho José Sartori
Dom Frei Agostinho José (Benito) Sartori O.F.M.Cap. (Capinzal, 29 de maio de 1929 — Pato Branco, 6 de junho de 2012), foi um frade capuchinho e bispo católico brasileiro. Foi o segundo bispo de Palmas-Francisco Beltrão.

## Estudos
Realizou seus primeiros anos de estudos em Capinzal (1937-1940). Fez estudos secundários no Seminário Capuchinho, em Curitiba (1941-1946). Na mesma cidade estudou Filosofia (1946-1948) e Teologia (1948-1952). Era licenciado em Direito Canônico pela Pontifícia Universidade Gregoriana, Roma.

## Presbiterado
Frei Agostinho José Sartori foi ordenado padre no dia 15 de agosto de 1952, em Curitiba.

### Funções exercidas
- Assistente do Seminário Menor
- Professor de Filosofia, de Teologia Moral e de Direito Canônico
- Vice-reitor do Seminário dos Capuchinhos
- Diretor de estudos dos clérigos estudantes de teologia
- Reitor do Instituto Teológico de Curitiba
- Secretário e presidente da Conferência dos Religiosos do Brasil do Paraná
- Subsecretário do Regional Sul 2 da CNBB
- Presidente da Conferência dos Capuchinhos do Brasil
- Notário do tribunal eclesiástico
- Defensor do vínculo matrimonial
- Ministro provincial dos frades capuchinhos do Paraná e Santa Catarina

## Episcopado
Frei Agostinho José foi nomeado bispo de Palmas, no Paraná, pelo Papa Paulo VI, no dia 16 de fevereiro de 1970. Recebeu a ordenação episcopal no dia 26 de abril de 1970, em Curitiba, das mãos de Dom Umberto Mozzoni, núncio apostólico no Brasil, de Dom Geraldo Claudio Luís Micheleto Pellanda, de Dom Pedro Antônio Marchetti Fedalto. Tomou posse solenemente na Catedral de Palmas, em 14 de junho de 1970.
Lema: "Donec Christus Formetur" (Até que Cristo se forme em vós).

### Atividades durante o episcopado
- Responsável pela Pastoral Rural no Regional Sul 2 da CNBB
- Bispo acompanhante da CRB do Paraná.

Renunciou ao múnus pastoral em 24 de agosto de 2005, por limite de idade, em conformidade com o cânon 401 do Código de Direito Canônico.

### Ordenações

#### Presbítero
- Agenor Girardi, M.S.C. † (1982)
- Geremias Steinmetz (1991)
- Edgar Xavier Ertl, S.A.C. (1996)

#### Principal Consagrador
Dom  Agostinho José Sartori foi o celebrante da ordenação episcopal de:
- Luigi Vincenzo Bernetti, O.A.D. (1996)

#### Co Principal
Dom  Agostinho José Sartori foi concelebrante da ordenação episcopal de:
- José Antônio Peruzzo (2005)

## Sucessão
Dom Agostinho José Sartori foi o 2º bispo de Palmas-Francisco Beltrão, sucedeu a Dom Carlos Eduardo de Sabóia Bandeira Melo OFM e foi sucedido por Dom José Antônio Peruzzo.